# Chorągiew tatarska Mustafy Kosińskiego

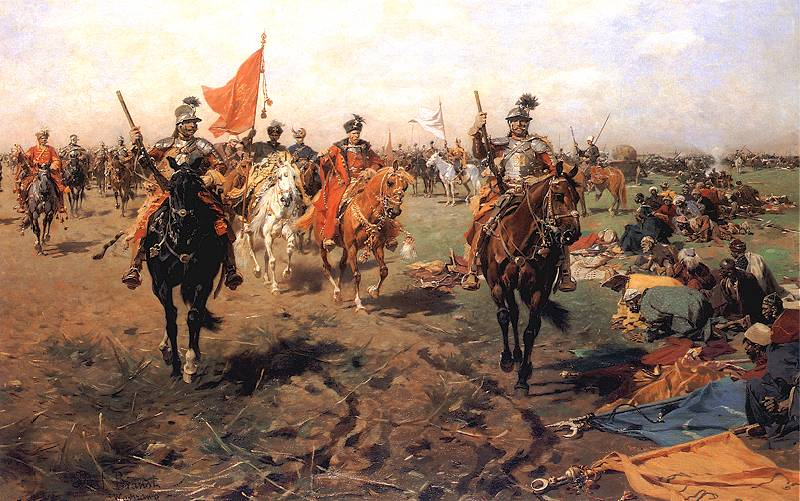
Składanie sztandarów (mal. Józef Brandt)

Chorągiew tatarska Mustafy Kosińskiego - chorągiew tatarska jazdy koronnej II połowy XVII wieku.
Rotmistrzem chorągwi był Mustafa Kosiński.
Jej żołnierze brali udział w działaniach zbrojnych wojny polsko-rosyjskiej 1654–1667 i wojnie polsko-kozacko-tatarskiej 1666–1671.

## Bitwa pod Ścianą
W II połowie grudnia 1666 hetman kozacki Piotr Doroszenko przy wsparciu Ordy Krymskiej, uderzył niespodziewanie na dywizję koronną pułkownika Sebastiana Machowskiego, rozłożoną na zimowych leżach pod Ścianą i Braiłowem.
Starcie zakończyło się pogromem wojsk polskich. W czasie bitwy pod Braiłowem doszczętnie zniszczono 4 chorągwie tatarskie: Mustafy Kosińskiego, Samuela Sulejmanowicza, Dawida Romanowskiego i Ułana Zasulskiego. 